# José Anastácio da Cunha
José Anastácio da Cunha   (Lisboa, 11 d'abril de 1744 - Lisboa, 1 de gener de 1787) fou un matemàtic i escriptor portuguès del segle xviii, autor d'una enciclopèdia de matemàtiques.

## Vida i Obra
Nascut en una família modesta, va estudiar amb els oratorians. Amb dinou anys va ingressar voluntari a l'exèrcit i va estar durant deu anys en un destacament a Valença do Minho, arribant a ser tinent i freqüentant els cercles de militars anglesos destacats en aquesta població. Això va fer que acumulés un bon saber científic i literari.
El marquès de Pombal, primer ministre del rei Josep el Reformador, va assabentar-se dels coneixement de Da Cunha i el va nomenar professor de geometria a la universitat de Coimbra el 1773.

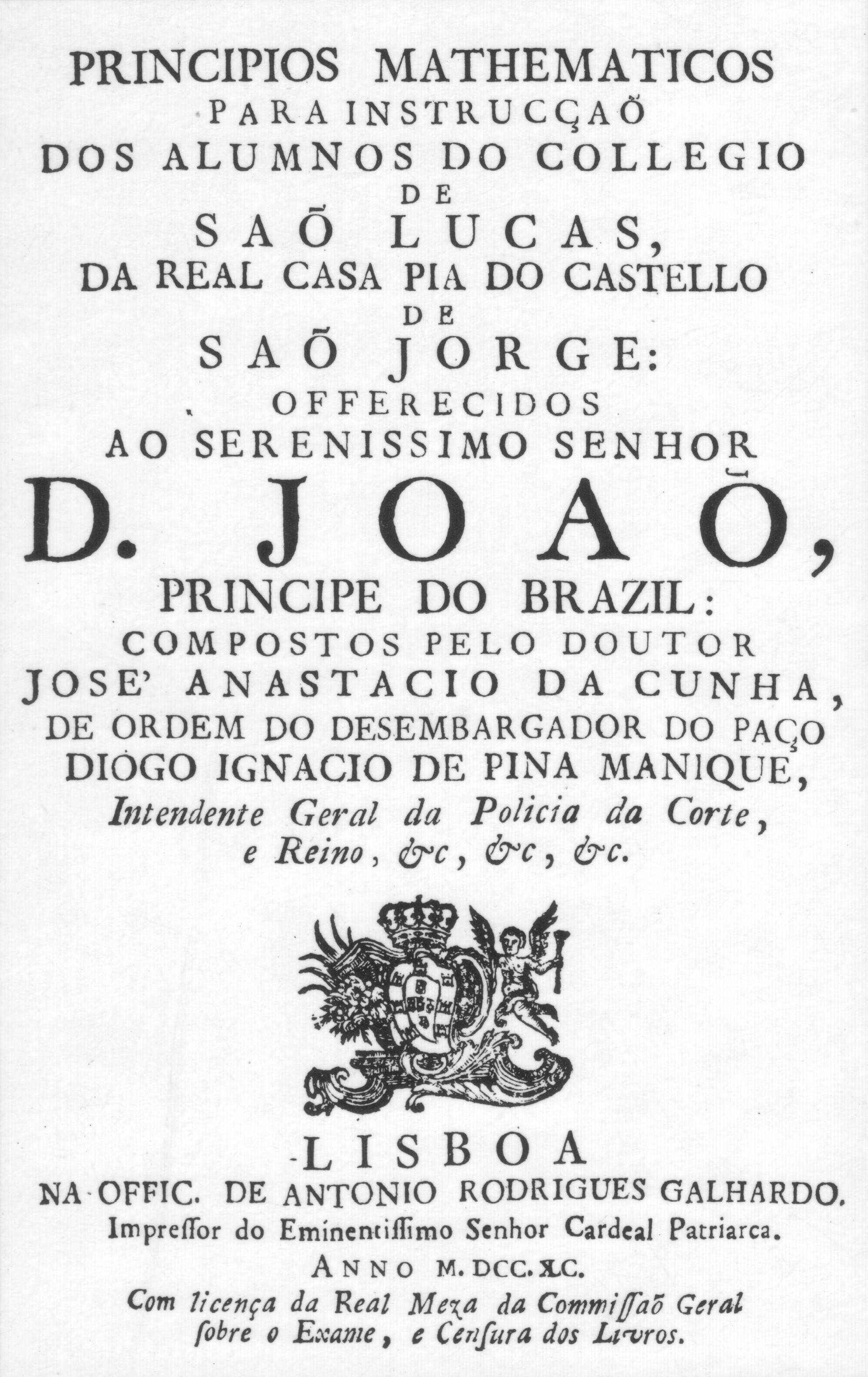
Principios Mathematicos, edició pòstuma de 1790.

El 1777, en morir el rei i caure el marqués de Pombal en desgràcia, tots els homes de confiança d'aquest van sofrir persecució. Da Cunha fou acusat per la Inquisició de deisme, intolerantisme i indiferentisme. El 1778 va ser condemnat a tres anys de presó i quatre d'exili, amb la prohibició expressa de no tornar mai més a Coimbra i a Valença.
El 1781, en complir la pena de reclusió, li va ser perdonada la resta de les penes. Va ser contractat per la Casa Pia per organitzar els estudis i donar classes de matemàtiques, però la seva salut, molt espatllada per la presó, no li va permetre viure només que sis anys més.
Da Cunha, a més de matemàtic, també va ser poeta, havent escrit versos d'una forta vehemència passional dins d'una filosofia il·lustrada.
El seu llibre matemàtic és els Principios Mathematicos, publicat en fascicles a partir de 1782 per als seus alumnes de la Casa Pia i que, de forma pòstuma el 1790, va ser editat com llibre. Malgrat ser traduït al francès (pel seu amic João Manuel Abreu) i comentat en anglès (per John Playfair), i contenir algunes novetats importants sobre sèries convergents i sobre càlcul diferencial, el llibre no va tenir gaire influència.